# Didymostigma leiophyllum
Didymostigma leiophyllum är en tvåhjärtbladig växtart som beskrevs av Ding Fang och X.H. Lu. Didymostigma leiophyllum ingår i släktet Didymostigma och familjen Gesneriaceae. Inga underarter finns listade i Catalogue of Life.